# Municipio de Spring Lake (Illinois)
El municipio de Spring Lake (en inglés: Spring Lake Township) es un municipio ubicado en el condado de Tazewell en el estado estadounidense de Illinois. En el año 2010 tenía una población de 1887 habitantes y una densidad poblacional de 11,12 personas por km².

## Geografía
El municipio de Spring Lake se encuentra ubicado en las coordenadas 40°29′8″N 89°48′39″O / 40.48556, -89.81083. Según la Oficina del Censo de los Estados Unidos, el municipio tiene una superficie total de 169.76 km², de la cual 162,35 km² corresponden a tierra firme y (4,37 %) 7,41 km² es agua.

## Demografía
Según el censo de 2010, había 1887 personas residiendo en el municipio de Spring Lake. La densidad de población era de 11,12 hab./km². De los 1887 habitantes, el municipio de Spring Lake estaba compuesto por el 98,25 % blancos, el 0,26 % eran afroamericanos, el 0,21 % eran amerindios, el 0,21 % eran asiáticos, el 0,26 % eran de otras razas y el 0,79 % eran de una mezcla de razas. Del total de la población el 0,74 % eran hispanos o latinos de cualquier raza.